# Nínox de Sumba gros
El nínox de Sumba gros (Ninox rudolfi) és una espècie d'ocell de la família dels estrígids (Strigidae). Habita boscos i conreus de Sumba, a les illes Petites de la Sonda. El seu estat de conservació es considera gairebé amenaçat.